# بحيرة دوكان
بحيرة دوكان هي مسطح مائي يقع في محافظة السليمانية شمال العراق على سد دوكان قرب بلدة دوكان ومدينة رانية. تعتبر البحيرة أكبر مسطح مائي في محافظة السليمانية، فيها مجمع سياحي، الطبيعة خلابة قرب البحيرة في مدينة دوكان هناك عدة جبال منها جبل سارة وجبل سلطان هناك سد على البحيرة ويستخدم في توليد الطاقة الكهربائية. يبدأ الزاب الصغير من بحيرة دوكان وتحديدا من السد، المياه عذبة في البحيرة والزاب.